# Эрнст, Альфред
Альфред Эрнст (нем. Alfred Ernst; 3 июня 1866, Магдебург — 1916) — немецкий дирижёр и композитор.

## Биография
Окончил Лейпцигскую консерваторию как пианист. Начал дирижёрскую карьеру в оперном театре города Гота.
В 1893 году перебрался в США, первоначально в Нью-Йорк, а затем в 1894—1907 гг. возглавлял Сент-Луисский симфонический оркестр. Считается, что около 1901 года Эрнст давал уроки Скотту Джоплину.
В 1907 году Эрнст вернулся в Германию и работал как оперный дирижёр, первоначально в Галле, где в том же году поставил собственную оперу «Губернатор и мельник» (нем. Gouverneur und Müller), по тому же рассказу Педро Аларкона, что и более известная опера Хуго Вольфа «Коррехидор»; постановка получила разгромный отзыв критики, назвавшей музыку Эрнста сентиментальной и подражательной.
Умер от ран, полученных на Первой мировой войне.